# St. Willehad (Bremen)

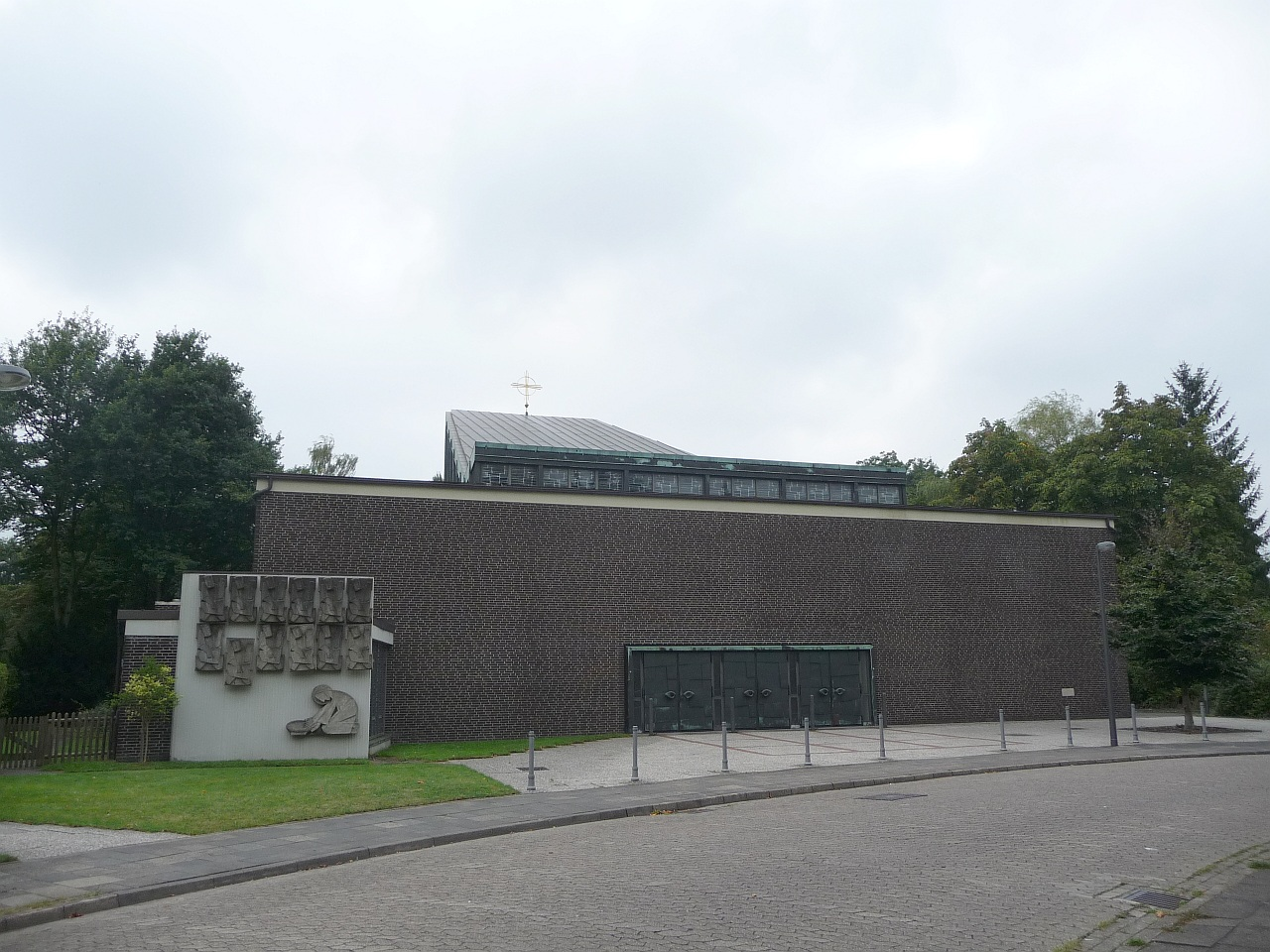
St.-Willehad-Kirche von Nordosten (2009)

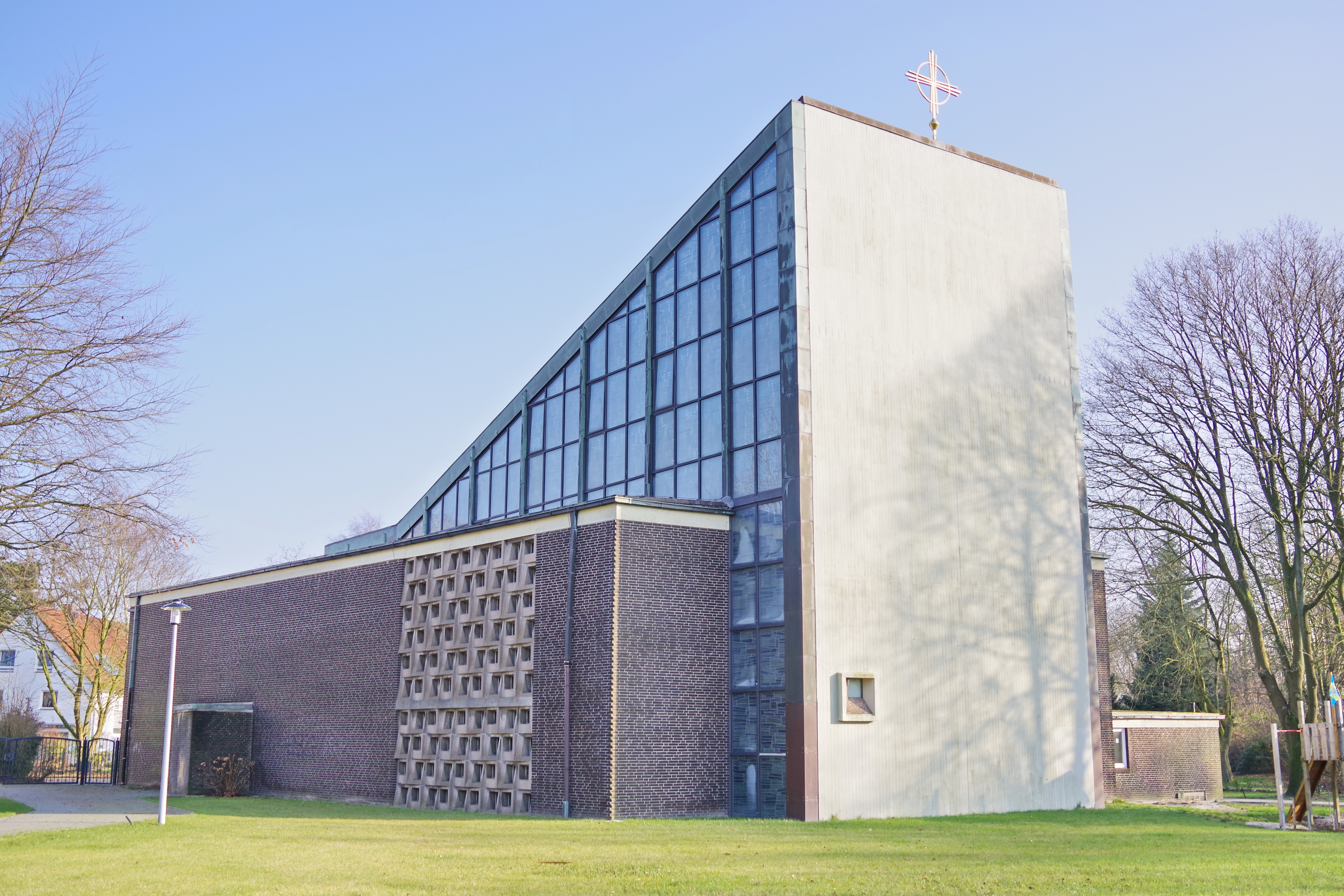
St.-Willehad-Kirche von Westen (2018)

Die Kirche Sankt Willehad war eine römisch-katholische Kirche in Aumund-Hammersbeck, einem Ortsteil im Bremer Stadtteil Vegesack. Das nach dem heiligen Willehad benannte Gotteshaus gehörte zuletzt zur Pfarrgemeinde Heilige Familie mit Sitz in Bremen-Grohn, im Dekanat Bremen-Nord des Bistums Hildesheim.

## Lage
Die Kirche steht im Nordwesten von Bremen auf dem Grundstück Diedrich-Steilen-Straße 68, nur rund 50 Meter nördlich der Bundesautobahn 270.

## Geschichte
Bereits 1922 wurde in Aumund eine St.-Willehad-Kirche eingeweiht, sie stand auf dem Grundstück Fährer Flur 59, unweit der heutigen St.-Willehad-Kirche. Am 1. April 1961 folgte die Einrichtung der Pfarrei St. Willehad.
Nachdem die 1922 erbaute Kirche zu klein geworden war, begann 1963 der Bau der heutigen St.-Willehad-Kirche. Das in rund 24 Meter Höhe über dem Meeresspiegel gelegene Gotteshaus entstand nach Plänen des Hamburger Architekten Karlheinz Bargholz, den Innenraum gestaltete Hein Wimmer (Köln). 1964 wurde der Grundstein gelegt, und am 29. Januar 1966 erfolgte die Konsekration der Kirche. Im Reliquienschrein wurden Reliquien der heiligen Bernward von Hildesheim, Gereon von Köln, Godehard von Hildesheim und Ursula von Köln aufbewahrt. 2004 wurde aus den Pfarreien Aumund, Grohn und Lesum eine Seelsorgeeinheit gebildet. Vom 1. November 2006 an gehörte die Kirche als Filialkirche zur Pfarrgemeinde Heilige Familie in Grohn, die Pfarrgemeinde St. Willehad wurde in diesem Zusammenhang aufgelöst.
Am 29. Juni 2011 wurde die Kirche von Generalvikar Werner Schreer profaniert. Das Inventar inklusive des steinernen Altars wurde an eine katholische Gemeinde in Polen verschenkt, das Kirchengebäude an die Evangeliums-Christen-Gemeinde Bremen e. V. verkauft. Heute ist die etwa zwei Kilometer entfernte Pfarrkirche Heilige Familie das nächstgelegene katholische Gotteshaus. Das ehemalige Pfarrhaus der St.-Willehad-Kirche wird heute von der St. Theresienhaus Kinder- und Jugendhilfe genutzt.